# Priscilla's Capture

Priscilla's Capture est un film américain de court métrage réalisé par Frank Powell, sorti aux États-Unis en 1912.

## Fiche technique
- Titre : Priscilla's Capture
- Réalisation : Frank Powell
- Société de production : Biograph Company
- Pays d'origine :  États-Unis
- Langue : anglais
- Format : Noir et blanc - 1,33:1 — Muet
- Dates de sortie : 
  - États-Unis : 29 février 1912

## Distribution
- Florence Barker
- Edward Dillon